# Hemiceras lissa
Hemiceras lissa är en fjärilsart som beskrevs av Druce 1890. Hemiceras lissa ingår i släktet Hemiceras och familjen tandspinnare. Inga underarter finns listade i Catalogue of Life.